# ديفيد ك. بور
ديفيد ك. بور (بالإنجليزية: David C. Burr)‏ هو سياسي أمريكي، ولد في 21 أبريل 1783، وتوفي في 7 نوفمبر 1827. انتخب عضو مجلس نواب مين.